# Speciale serata elezioni
Speciale serata elezioni (Election Night Special) è uno sketch del Monty Python's Flying Circus trasmesso nel sesto episodio della seconda serie e nell'album Monty Python Live at Drury Lane.
È una parodia delle elezioni generali del Regno Unito che si svolsero nel 1970.

## Lo sketch
Lo sketch inizia con sette giornalisti (interpretati da tutti i sei Python assieme a Ian Davidson) che riferiscono e commentano i risultati delle elezioni a Leicester, Luton e Harpenden.
I partiti i candidati e i risultati delle elezioni sono:

### Leicester
| Partito            | Candidato          | Voti   |
| ------------------ | ------------------ | ------ |
| Partito Giudizioso | Arthur J. Smith    | 30,612 |
| Partito Scemo      | Jethro Walrustitty | 32,108 |

(Il candidato Arthur J. Smith è interpretato da Michael Palin, mentre il suo agente è interpretato da John Cleese. Il candidato Jethro Walrustitty è interpretato da Graham Chapman, sua moglie è interpretata da Carol Cleveland e il suo agente è interpretato da Eric Idle).

### Luton
| Partito                   | Candidato                                                                      | Voti   |
| ------------------------- | ------------------------------------------------------------------------------ | ------ |
| Partito Giudizioso        | Alan Jones                                                                     | 9,112  |
| Partito Scemo             | Tarquin Fin-tim-lin-bin-whin-bim-lim-fermata bus-F'tang-F'tang-Olè-Biscottiera | 12,441 |
| Partito Leggermente Scemo | Kevin Philips-Bong                                                             | 0      |

(Il candidato Alan Jones è interpretato da Graham Chapman, il candidato Kevin Philips-Bong è interpretato da Terry Jones e il candidato Tarquin Fin-tim-lin-bin-whin-bim-lim-fermata bus-F'tang-F'tang-Olè-Biscottiera è interpretato da Michael Palin).

### Harpenden
| Partito                            | Candidato | Voti   |
| ---------------------------------- | --- | ------ |
| Partito Giudizioso                 | James Walker | 26,318 |
| Partito Scemo                      | Mr. Elsie Zzzzzzzz | 26,317 |
| Partito Molto Scemo (indipendente) | Malcom-Peter-Brian-Telescopio-Adrian-Ombrello-Diaspro-Mercoledì-(schiocco di bocca)-Sleale-Rozzo-Vegetale-(nitrito di cavallo)-Arthur-Norman-Michael-(effetto sonoro)-Featherstone-Smith-(fischio)-Northgot-Edward-Harris-(sparo e "whoop")-Mason-(ciuf, ciuf, ciuf)-Frampton-Jones-Megachirottero-(risate ed effetto sonoro)-Gilbert-(canto, tre spari)-Williams-Se vado da quella parte-Jenkin-(effetto sonoro)-Mutande di tigre-Pratt-Thompson-(canto)-Darcy-Carter-(corno)-Pussycat-(canto)-Barton-Mannering-(effetto sonoro)-Smith | 2      |

(Il candidato Mr. Elsie Zzzzzzzz è interpretato da Michael Palin e il candidato James Walker è interpretato da Terry Jones. Il terzo candidato non è altro che un enorme blocco di cemento).

### Altri risultati
- Engelbert Humperdinck ha guadagnato Barrow-in-Furness da Ann Haydon-Jones e suo marito Pip.
- Arthur Negus ha vinto a Bristol (questo è un pettegolezzo, non un risultato).
- Mary Whitehouse si è offesa.
- Il Galles non oscilla per niente, non è una sorpresa.
- Monty Python ha vinto i titoli di coda.

Dopo quest'ultimo risultato sia lo sketch che la puntata finiscono.